# Fig Garden Village Open Invitational
O Fig Garden Village Open Invitational foi um torneio de golfe no PGA Tour, disputado no San Joaquin Country Club, na cidade de Fresno, Califórnia. Foi realizado pela primeira vez em 1963 e Mason Rudolph (na época, com 29 anos e natural de Tennessee) sagrou-se campeão com três tacadas de vantagem sobre Tommy Aaron e Al Geiberger. Em 1964, passa a se chamar Fresno Open Invitational, e o canadense George Knudson conquista o título ao vencer o compatriota Al Balding no playoff.